# Tuerta rema
Tuerta rema là một loài bướm đêm trong họ Noctuidae.